# 월드 아파트
월드 아파트(A World Apart)는 영국에서 제작된 크리스 멘지스 감독의 1988년 영화이다. 조디 메이 등이 주연으로 출연하였고 사라 러드클리프 등이 제작에 참여하였다.

## 출연
- 조디 메이
- 예로엔 크라베
- 바바라 허쉬
- 케이트 피츠패트릭
- 팀 로스
- 린다 음부시

## 제작진
- 미술: 브라이언 모리스
- 의상: 닉 에드
- 배역: 수지 피기스